# Touch (etichetta discografica)
La Touch (ufficialmente stilizzato Touch.) è un'etichetta discografica indipendente britannica di musica elettronica e sperimentale.

## Storia
La Touch venne fondata nel 1982 dal grafico inglese Jon Wozencroft, anche creatore delle copertine degli album dell'etichetta. Fra i molti artisti che hanno registrato musica per l'etichetta si contano compositori e sound artist come Christian Fennesz, Phill Niblock, Mika Vainio, Philip Jeck, Jóhann Jóhannsson, The Hafler Trio, Hildur Guðnadóttir, Enrico Coniglio, Jana Winderen e Oren Ambarchi. La Touch comprende le sotto-etichette Touch Music, Touch Seven, Touchfolio, Touchline, e White Label Series.